# Josh Gordy
Josh Gordy (Warthen, 9 febbraio 1987) è un giocatore di football americano, di nazionalità statunitense, che gioca nel ruolo di cornerback per gli Indianapolis Colts della National Football League (NFL). Dopo non essere stato scelto nel Draft NFL 2010 firmò coi Jacksonville Jaguars. Al college ha giocato a football a Central Michigan.

## Carriera professionistica

### Jacksonville Jaguars
Josh Gordy non fu selezionato nel Draft 2010 e firmò in qualità di free agent con i Jacksonville Jaguars, venendo tagliato prima dell'inizio della stagione regolare.

### Green Bay Packers
Dopo l'esperienza con i Jaguars, Gordy si accordò con i Packers con cui nella propria stagione da rookie disputò due partite, mettendo a segno un tackle. A fine stagione, con la vittoria di Green Bay sui Pittsburgh Steelers nel Super Bowl XLV, Josh si laureò campione NFL.

### St. Louis Rams
Prima dell'inizio della stagione 2011, Gordy si unì ai Rams. Nella seconda stagione da professionista trovò più spazio in campo, arrivando a disputare 14 partite, 9 delle quali da titolare, con 43 tackle totali, 3 intercetti e 5 passaggi deviati.

### Indianapolis Colts
Il 22 agosto 2012, Gordy fu scambiato con gli Indianapolis Colts.

## Palmarès
- Super Bowl : 1

Green Bay Packers: Super Bowl XLV
- National Football Conference Championship: 1

Green Bay Packers: 2010

## Statistiche
| Partite totali      | 43 |
| Partite da titolare | 10 |
| Tackle              | 75 |
| Sack                | 1  |
| Intercetti          | 4  |
| Fumble forzati      | 0  |

Statistiche aggiornate alla stagione 2013